# Скрябин, Юлиан Александрович
Юлиа́н Алекса́ндрович Скря́бин (при рождении Шлёцер; 30 января (12 февраля) 1908, Лозанна, Швейцария — 22 июня 1919, Ирпень, Киевская губерния, РСФСР) — младший сын Александра Скрябина (от Татьяны Шлёцер), талантливый и подававший большие надежды пианист и композитор, в возрасте одиннадцати лет погибший при невыясненных обстоятельствах. В последний год жизни написал 4 небольшие прелюдии в стиле позднего творчества Александра Скрябина, авторство которых ставится под сомнение отдельными исследователями. Предпринимаются попытки определить место Юлиана Скрябина как несостоявшегося последователя своего отца, а также как раннего представителя русского советского музыкального авангарда 1920-х годов.

## Биография
У Александра Скрябина было семеро детей: Римма, Елена, Мария и Лев от первого брака с Верой Ивановной Скрябиной (Исакович); Ариадна, Юлиан и Марина — от второго, с Татьяной Фёдоровной Шлёцер. Из них двое — старшая дочь Римма (1898—1905) и сын Лев (1902—1910) — умерли в возрасте семи лет. К моменту смерти Льва композитор уже несколько лет жил со своей второй женой в фактическом браке, а его отношения с первой семьёй были окончательно испорчены — родители не встретились даже на могиле сына.

### Юлиан Шлёцер
Юлиан Шлёцер родился 30 января (12 февраля) 1908 года в Лозанне. Сразу после этого события Александр Николаевич написал своей благодетельнице, вдове известного мецената — Маргарите Кирилловне Морозовой:

В среду вечером у нас родился сын Иулиан. Вы можете себе представить, как я счастлив, что всё окончилось благополучно, я, признаюсь, очень боялся за Таню.

Получив в ответном письме наилучшие пожелания новорождённому, месяца через полтора Скрябин сообщил Морозовой, что ребёнок «родился худеньким, но теперь понемногу поправляется».

#### Два года в Европе
Свидетельство о рождении Юлиана на французском языке было выдано мэрией Лозанны 2 сентября 1908 года. Однако, несмотря на подобное свидетельство о рождении, выданное, по мнению Скрябина, в «самой свободной стране Европы», Юлиан, как и его старшая сестра Ариадна, вынужден был носить фамилию матери Шлёцер: по российским законам, равно как и Православной церковью, он считался незаконнорождённым. Связано это было с тем, что законная жена Скрябина, Вера Ивановна, категорически отказалась предоставить ему развод, предварительно, обманным путём, добившись от Скрябина разрешения на получение для себя бессрочного паспорта. А в результате дети Скрябина от Татьяны Шлёцер оказывались прижитыми вне брака.

Вера Ивановна совершенно не полагала себя «вынужденной» давать развод, а её верная «партия» продолжала оставаться в скрябинских глазах истинным средоточием мирового зла, центром сопротивления его делу и всей его жизни… Тягостные мысли о вожделенном разводе снова и часто посещали скрябинскую фантазию. 30 января 1908 года Тася наконец-то преподнесла для Шуриньки «главного сына», наследника — Юлиана, который, между прочим, вынужден был пока носить фамилию «Шлёцер», но никак не Скрябин.— Юрий Ханон, «Скрябин как лицо», Глава для приближения
Ко времени рождения Юлиана Скрябин уже четыре года вёл жизнь странствующего артиста. Его материальное положение, ещё недавно отчаянное, начало постепенно выправляться. После ряда громких премьер, включая недавно завершённую большую «Поэму экстаза», слава композитора росла, а летом 1908 года у Скрябина появился новый щедрый покровитель — Сергей Кусевицкий. Эти успехи подтолкнули Скрябина к принятию довольно рискованного, в его положении, решения о возвращении в Россию.
Возвращение Александра Скрябина в Россию после многолетнего «самоизгнания» происходило трудно. Скандально известный композитор, за долгие годы заработавший репутацию «аморального типа» и «завзятого нитчеанца», имел основания опасаться дурного или скандального приёма в своём родном городе. В первый свой приезд в Москву, в январе 1909 года, Александр Скрябин с Татьяной Шлёцер остановились в особняке Сергея Кусевицкого в Малом Глазовском переулке. Своих детей, трёхлетнюю Ариадну и годовалого Юлиана, они не решились взять с собой и оставили в Амстердаме, у тётки Татьяны Фёдоровны, Алины Боти. Пробыв в Москве два «пробных» месяца, Скрябины вернулись в Амстердам. И только 3 февраля 1910 года вместе с матерью и отцом Юлиан впервые оказался в России.

#### Пять лет в Москве
3 января 1910 года Скрябины остановились в гостинице «Княжий двор» на Волхонке, а в середине сентября переселились в дом Олтаржевского в Малом Толстовском переулке (дом 8, кв. 16). В январе 1911 года родилась младшая сестра Юлиана, Марина, и шестикомнатная квартира сразу показалась тесной — Скрябины держали гувернанток и прочую прислугу. В конце следующего года состоялся последний при жизни Александра Николаевича переезд — в домовладение профессора А. А. Грушки, по адресу: Арбат, Большой Николопесковский переулок, дом 11 .
Жизнь в семье Скрябиных не отличалась особой домовитостью. Просторная квартира из шести комнат была похожа, скорее, на жилище обычного мещанина или буржуа, чем композитора. Заведовала хозяйством Мария Александровна, мать Татьяны Фёдоровны, старая француженка. По свидетельству Леонида Сабанеева, дети «составляли как бы задний план» скрябинского дома: родители о них не сильно пеклись, оставляя их на попечение репетиторов, гувернанток и бонн. Однако Юлиан был любимцем семьи, и мать с отцом неизменно его выделяли.
В доме Скрябиных был в ходу особый «семейный язык»: Александр Николаевич придумывал множество существительных и прилагательных, очень мелодичных и ласкающих слух, когда речь заходила о Татьяне Фёдоровне и о детях. Последние были удостоены прозвищ, у Юлиана их было не меньше двух: «мутон» и «люстюкрю», не считая уменьшительных, вроде «Юлочки».

А. Н. любил детей абстрактной теоретической любовью, иногда ласкал их, больше Юлиана, у которого был покладистый, ласковый нрав, но обычно это бывало только при прощании и при здоровании с ними, или когда дети шли спать, и чинно обходили родителей и целовали их, говоря по-французски. Вообще Татьяна Фёдоровна больше занималась детьми, но и это «больше» было невелико.— Леонид Сабанеев

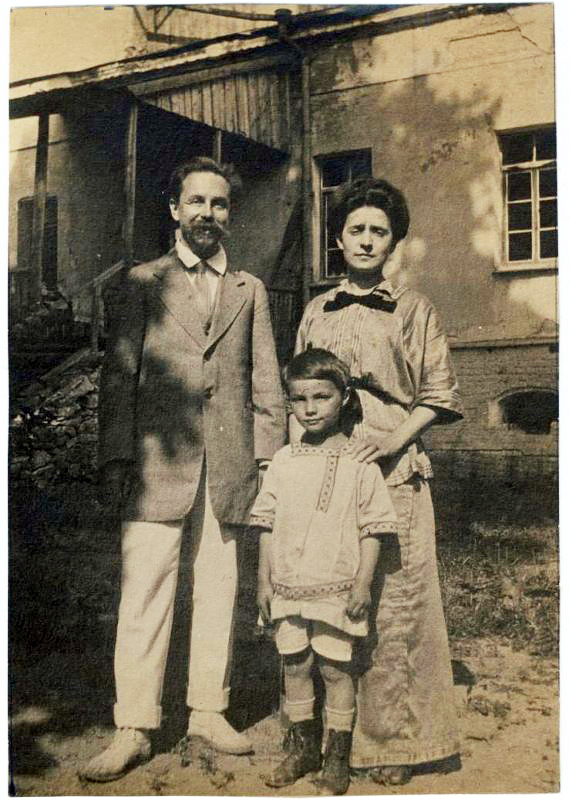
Юлиан Скрябин с отцом и матерью. Петровское, лето 1913 года

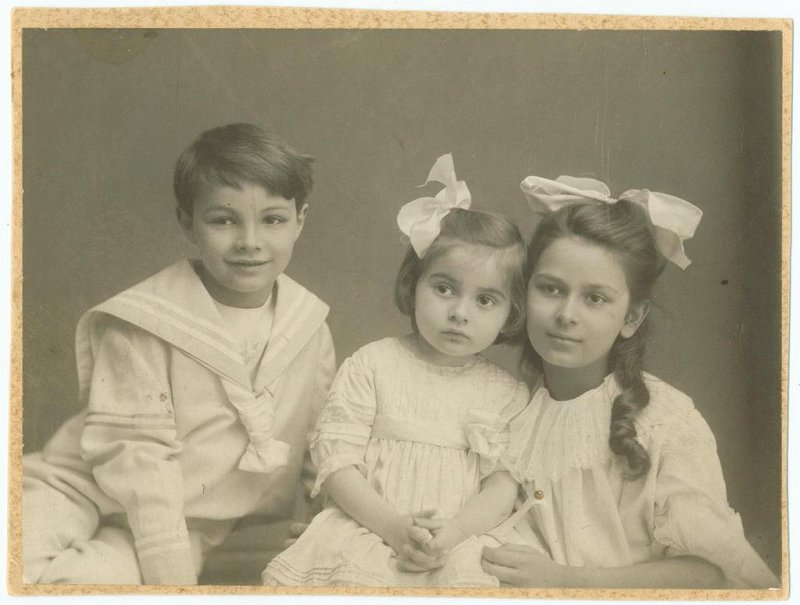
Дети А. Н. Скрябина: Юлиан, Марина, Ариадна.
Ок. 1913

Несмотря на мещанский быт, дети Скрябиных росли в артистической и в высшей степени творческой среде. Время от времени или даже регулярно в гостях у Скрябина бывали поэты: Вячеслав Иванов, Юрий Балтрушайтис и Константин Бальмонт. Композиторы и пианисты заходили реже — в доме Скрябиных они чувствовали себя несколько стеснённо, — однако в числе гостей постоянно были писатели и художники. С ранних лет Юлиан писал музыку и подавал большие надежды как композитор. Ариадна тоже музицировала (училась в Московской консерватории), писала стихи, драмы и трагедии, которые дети ставили для родителей и гостей. Все трое рисовали и устраивали домашние выставки своих работ.
Первые годы заниматься с Юлианом на фортепиано и знакомить его с азами музыкальной грамоты начала его мать. Племянница профессора московской консерватории П. Ю. Шлёцера, в прошлом она сама была пианисткой-любительницей и брала уроки, в том числе и у самого Скрябина, а также немного сочиняла для фортепиано. С началом романа со Скрябиным Татьяна Фёдоровна, впрочем, совершенно оставила свои занятия музыкой и возобновила их только со своими детьми — Ариадной и Юлианом. Особенно много занимался Юлиан, он любил играть для себя и проводил за фортепьяно по 2-3 часа в день. В семье устраивались «сольные концерты» Юлиана для родителей и гостей.
После переезда на арбатскую квартиру старшие дети получили возможность посещать школу при Музыкальном училище Е. и М. Гнесиных, располагавшуюся неподалёку, на Собачьей площадке. Их имена значатся в «Экзаменных ведомостях» училища за два учебных года: 1914/15 и 1915/16. Обучались они на старшем приготовительном курсе у Марии Фабиановны Гнесиной. За первый год Юлиан получил за «способности» — 5, за «прилежание» — 3+ и характеристику — «вялый, небрежный, рассеянный». За второй год: «способности» — 5, «прилежание» — 4. Оценки Ариадны были несколько ниже. Не самые высокие результаты, показанные Юлианом первоначально, не помешали в дальнейшем Елене Фабиановне Гнесиной признать его дарование выдающимся.
Постоянное беспокойство доставляло «незаконное» положение как самой Татьяны Фёдоровны, так и детей. Не дававшая развода Вера Ивановна также постоянно проживала в Москве и много концертировала с программами из фортепианных произведений Скрябина, чем привлекала внимание к его двусмысленному семейному положению. Это больно задевало самолюбие Александра Николаевича и Татьяны Фёдоровны, враждебно воспринимавших любое проявление сочувствия к Вере Ивановне.

А. Н. был совершеннейший ребёнок в делах юридических и ничего не знал, что и какие явления могли вытекать из нелегального положения Т. Ф. и его детей в семейном отношении. <…> Я сказал Скрябину, что детей всегда можно усыновить и они получат все права, что жена может быть даже отставлена от наследства и получить только весьма малую долю — всё дело в завещании… А. Н. изменился в лице, и я увидел, что вообще в этом доме о «завещании» нельзя было говорить — это было тоже больное место и с двух сторон…— Леонид Сабанеев
В связи с этим Татьяна Фёдоровна и её дети вынужденно продолжали носить фамилию «Шлёцер». Впрочем, особой роли фамилия матери в жизни Юлиана не сыграла, поскольку «Шлёцером» он оставался только до семи лет. Будучи совершенно домашним ребёнком, он занимался в основном с матерью и изредка — с приглашёнными на отдельные уроки учителями. Юлиан имел очень яркую и запоминающуюся внешность, его лицо имело странную особенность почти не изменяться. Впечатление довершало большое родимое пятно на щеке. Мать относилась к Юлиану с особенной нежностью:

Тут же рядом был маленький Юлиан, которого она с нежностью гладила по голове: «ты мой маленький, меченый — если пропадёшь, так всегда найду тебя!»— Леонид Сабанеев

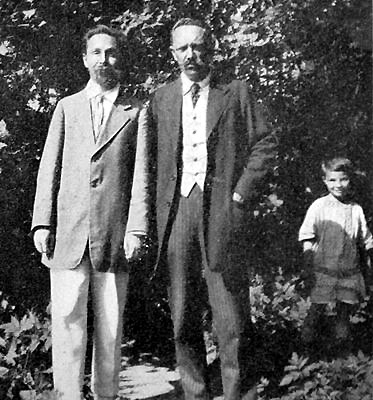
А. Н. Скрябин, Ю. К. Балтрушайтис и Юлиан. Петровское, лето 1913 года

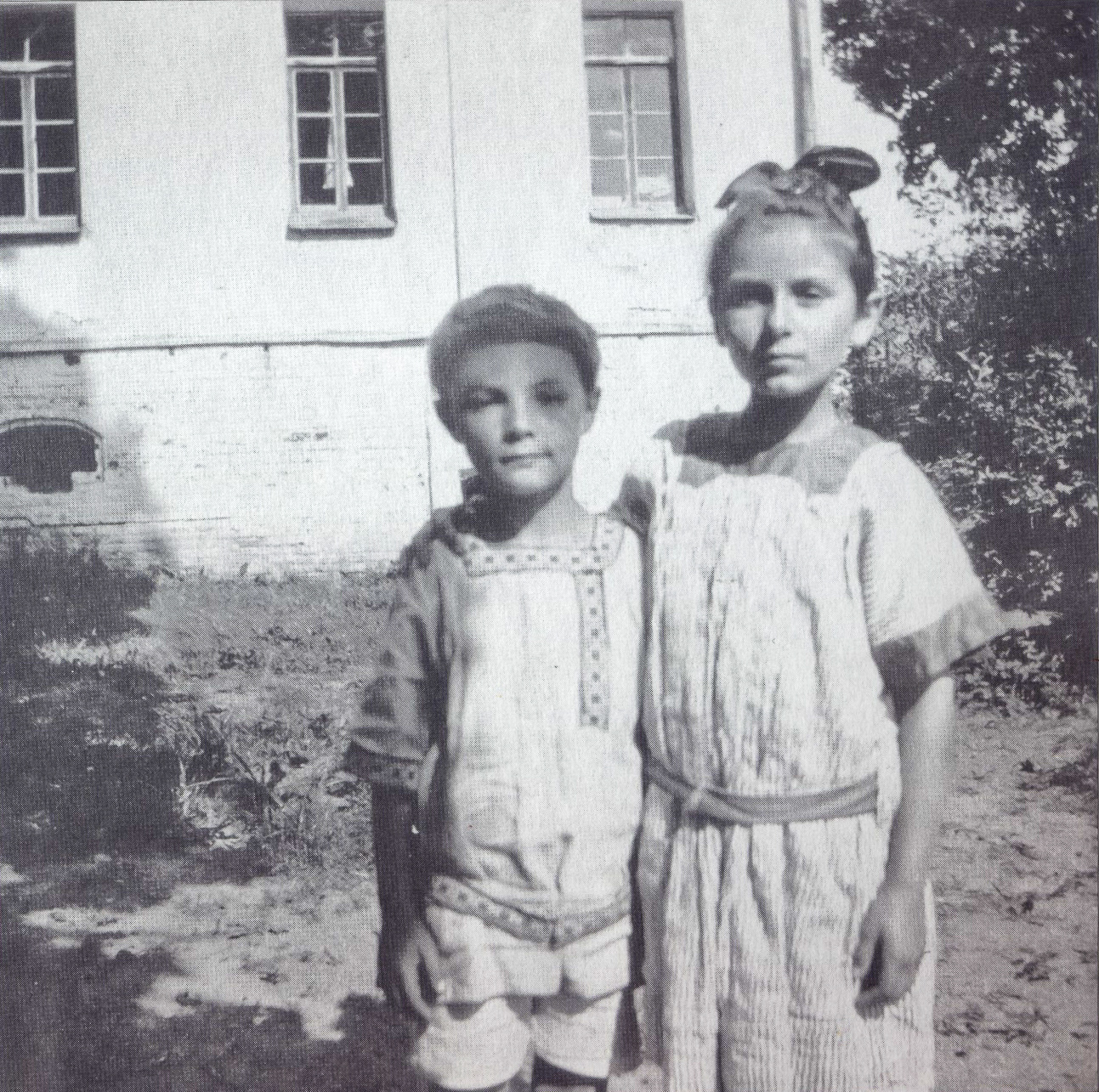
Юлиан и Ариадна Скрябины, 1913. Хорошо видно родимое пятно на лице Юлиана

Ещё при жизни Скрябина Татьяна Фёдоровна связывала с Юлианом большие надежды на будущее. Он был похож одновременно и на мать, и на отца, но с каждым годом в его облике проявлялось всё больше скрябинского.
Предвоенный 1913 год стал, возможно, самым благополучным и счастливым в жизни семьи. Лето вся семья провела в Калужской губернии, в имении Петровском на берегу Оки. Соседом Скрябиных был поэт Балтрушайтис. Александр Николаевич был в прекрасном расположении духа, иногда сам занимался музыкой с Юлианом, часто брал его с собой на прогулки. В конце лета Скрябиных посетил Леонид Сабанеев, сделавший ряд фотографий около дома и во время совместных прогулок. На некоторых из них можно видеть и Юлиана.
24 октября 1913 года будущий известный композитор Анатолий Александров, в то время — студент Московской консерватории, сделал в своём дневнике запись, свидетельствующую об одарённости маленького Юлиана, о его поэтическом восприятии мира:

Маленький Юлиан (пяти лет) сказал своей маме: «У тебя мелодичные ручки». Возвратившись домой в звёздную ночь, рассказывал: «Я напировался звёздами». А один раз, совсем как Игорь Северянин, выразился: «Сегодня ночью к нам приходила фея и всю комнату оволшебила»…
— Анатолий Александров
С началом войны с Германией жизнь стала заметно тяжелее, денег постоянно не хватало. Чтобы содержать семью, Скрябину приходилось зарабатывать гастрольными концертами по России. Вселяла тревогу также и внезапная оторванность от многочисленных европейских родственников Татьяны Фёдоровны — на их помощь и приём рассчитывать было уже нельзя.

#### Смерть отца и обретение фамилии
Александр Николаевич Скрябин умер 14 апреля 1915 года в возрасте 43 лет — от стрептококкового заражения крови. Со смертью отца семья осталась практически без средств к существованию. Все сбережения — впрочем, совершенно незначительные — ушли на покрытие визитов докторов и неудачное лечение. Даже самые экстренные и элементарные расходы стало невозможно оплатить. Положение семьи оказалось действительно катастрофическим — особенно в первый месяц, когда в срочном порядке пришлось распродавать мебель и ценные вещи, чтобы продлить контракт на жильё. К тому же, по странному совпадению, Александр Николаевич нанял свою последнюю квартиру в Большом Николопесковском переулке ровно по день своей смерти.
Смерть Скрябина стала полной неожиданностью, но буквально в последние минуты он успел подписать завещание и прошение на Высочайшее имя об усыновлении детей. Для первой семьи композитора его смерть тоже стала большим потрясением, до некоторой степени примиряющим. Благодаря усилиям многочисленных посредников и доброжелателей Вера Ивановна смягчила свою позицию и 27 апреля 1915 года подала заявление в императорскую канцелярию:

Узнав о желании мужа моего, А. Н. Скрябина, ходатайствовать о признании законными детей его — Ариадны, Юлиана и Марины, прижитых им с Т. Ф. Шлёцер, — сохранив за нею родительские права над детьми, — со своей стороны никаких к тому претензий не имею. В. И. Скрябина.— ГЦММК, ф. 31, ед. хр. 861.
Крупные суммы семье Скрябина пожертвовали, среди прочих, А. Н. Брянчанинов и С. А. Поляков. Брянчанинов специально, чтобы уладить проблемы Татьяны Фёдоровны и её детей, ездил к гофмейстеру Танееву (отцу Анны Вырубовой), который, в свою очередь, должен был ходатайствовать перед царём. Таким образом, Юлиан Шлёцер смог стать Скрябиным только после того, как самого Скрябина не стало.

### Юлиан Скрябин
Татьяной Фёдоровной овладела идея создать из Юлиана «продолжение отца», творчество и дело жизни которого («Мистерия») прервалось на взлёте.

#### Три года в Москве
Татьяна Фёдоровна сосредоточилась на сохранении наследия Скрябина и образовании сына. В то же время, её не покидали тревожные предчувствия, характерные для склада её характера. В одном из писем Татьяны Фёдоровны есть строки, выражающие её надежды и страхи того времени:

Живу всевозможными заботами, хлопотами, воспоминаниями о прошлых радостях, а также иногда надеждами в будущем… Это случается тогда, когда я наблюдаю за развитием духовной жизни и музыкального таланта моего маленького Юлиана, с каждым днём делающегося всё больше и больше похожим на отца и душой, и телом. Это моя надежда, моя радость, а также и моё постоянное беспокойство — так страшно иметь дело с таким хрупким мальчиком, так жутко!

Когда Вы будете у меня, он Вам сыграет несколько небольших вещей Александра Николаевича, и я уверена, что Вы будете взволнованы необычайным сходством всего его существа, его игры с душой и обликом Александра Николаевича.— из письма к Е. И. Эрденко от 23 октября 1916 г.
Постепенно жизнь семьи стала налаживаться. Юлиан продолжал посещать Гнесинскую школу, о чём свидетельствуют «Экзаменные ведомости» за 1915/16 учебный год, где он упомянут вместе со старшей сестрой.

#### Последний год на Украине

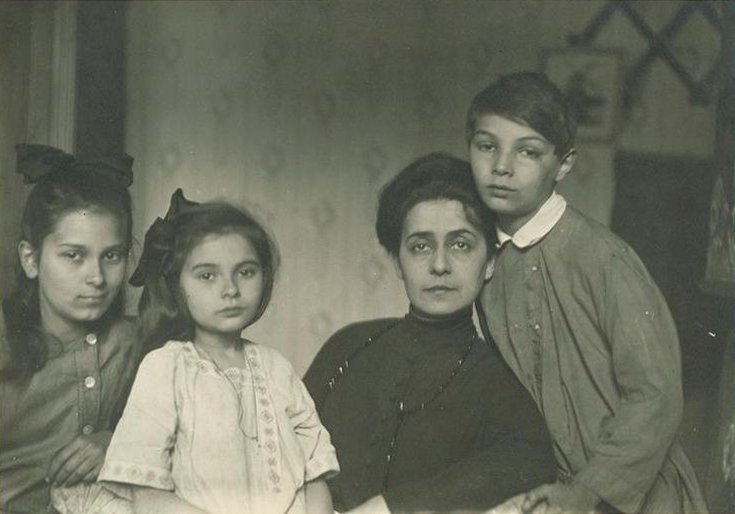
Т. Ф. Шлёцер-Скрябина с детьми: Ариадной, Мариной и Юлианом. Москва, 1918

Две революции 1917 года снова подорвали едва наладившийся быт. В 1918 году в Москве начался голод. Летом 1918 года мать увезла троих детей на относительно сытую Украину, полагая, что там ей будет проще наладить жизнь. Жизнь в Киеве была небезопасной, власть постоянно переходила из рук в руки, и Татьяна Фёдоровна с детьми остановилась за городом, в дачном посёлке Ирпень. Несмотря на трудности, она решила продолжить и систематизировать музыкальное образование сына.
В сентябре 1918 года Юлиан Скрябин поступил в класс композиции Киевской консерватории, где почти год учился у Рейнгольда Глиэра. Юлиан был заметно младше остальных слушателей, среди которых оказались известные впоследствии композиторы Борис Лятошинский и Владимир Дукельский, а также будущий музыковед Арнольд Альшванг, оставивший наиболее подробные и обстоятельные воспоминания о пребывании «гениально одаренного», по его признанию, сына Скрябина в консерватории:

…Одиннадцатилетний Юлиан был на положении гётевского Эвфориона: каждое его движение, каждый штрих его личности дышал сильным, хотя и неосознанным талантом.
— Арнольд Альшванг
Весной Альшванг организовал в помещении Киевской консерватории курсы истории музыки. Большой популярностью они не пользовались: весьма «разношёрстная» группа состояла всего из нескольких слушателей, среди которых был уже пожилой врач, бывший семинарист и две какие-то барышни. Однако ни Юлиана, ни его мать, живших в то время в дачном посёлке «Ирпень», километрах в 20 от города, это не смущало. Они приняли приглашение, и довольно регулярно, по воскресеньям Татьяна Фёдоровна привозила Юлиана, одетого, по воспоминаниям Альшванга, в «беленькую шубку», на его лекции.

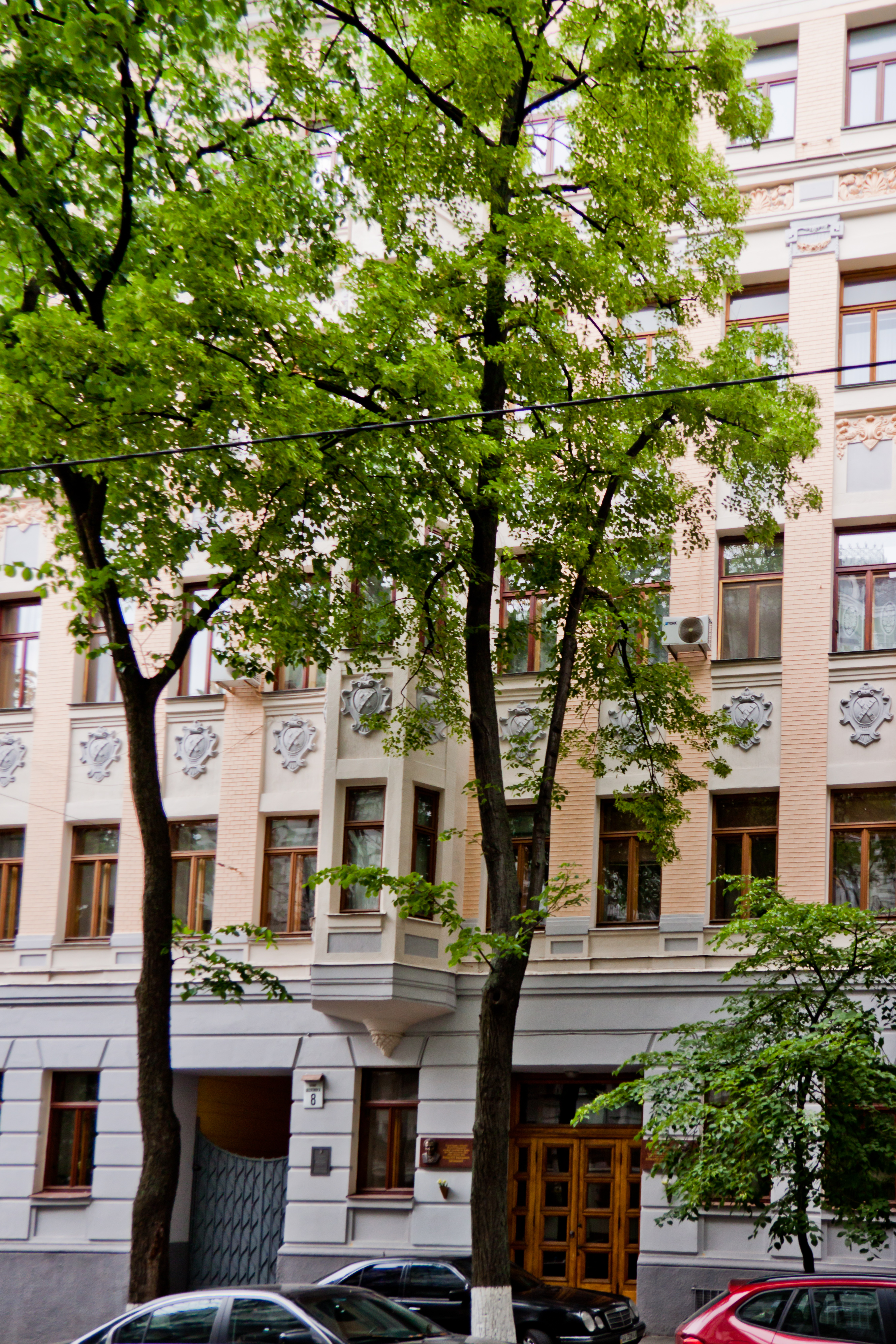
Доходный дом семьи Даниила Балаховского. Киев, 2013

Осенью 1918 года в Киеве освободился доходный дом семьи сахарозаводчика и французского консульского представителя Даниила Балаховского (ул. Трёхсвятительская, 24). У Скрябина при жизни сложились хорошие отношения с Балаховскими, и в январе 1919 года Татьяна Фёдоровна с детьми перебралась в этот их дом. Вскоре к ним присоединились и остальные члены семьи Шлёцер — брат и престарелая мать Татьяны Фёдоровны, — а Юлиан получил возможность посещать занятия в консерватории регулярно.
Характером Юлиан Скрябин, как и внешностью, был чрезвычайно похож на отца: холерического темперамента, легковозбудимый, одновременно упрямый и упорный. Очень прилежный, если был заинтересован предметом, Юлиан всё быстро схватывал и даже среди более взрослых студентов своего курса не желал уступать лидерства. Он всё делал с самозабвением, всему отдавался со страстью.

В мае или июне 1919 года состоялось ежегодное испытание учащихся. Наш курс сдавал «специальную вторую гармонию». Сначала дана была тема для письменной задачи. Нас всех поместили в один класс. Один из соучеников стал грубо дразнить Юлиана: он-де маленький, а потому задачу решит последним. Мальчик вспыхнул, его смуглое лицо приобрело выражение страстности, отчего стало некрасивее. Закусив губу, он уединился на отдельной парте, погрузился в задачу — и решил первый.— Арнольд Альшванг
Экзамен по гармонии состоял из двух частей: письменной и устной, частично заключавшейся в импровизации гармонических формул, а частично — в ответах на теоретические вопросы. Если судить по довольно подробному описанию, оставленному Арнольдом Альшвангом, учеником Юлиан был значительно более прилежным и умелым, чем его отец, с трудом получавший в московской консерватории удовлетворительные оценки по полифонии и гармонии.

Испытание за фортепиано сошло у Юлиана блестяще. Ему дали длинный модуляционный план, и он, почти не задумываясь, сыграл ряд модуляций очень свободно и правильно, без изысков и молодечества, с красивым голосоведением. Помню, с какой глубокой нежностью смотрели на него члены комиссии — Глиэр, Яворский и Степовой (Акименко). Эти столь различные люди, казалось, были в тот момент одушевлены одним ощущением, одной мыслью — об Александре Скрябине и о крупице его гениальности, воплощённой в этом хрупком создании.— Арнольд Альшванг
Владимиру Дукельскому, в те годы ещё совсем юному, но уже получившему большие авансы от педагогов студенту Киевской консерватории, представителю нарождающегося поколения композиторов и музыкантов, довелось наблюдать за Юлианом в Киеве:

Скрябин, кумир юных музыкантов и апостол «модернизма», умер <…>. Сын его Юлиан, которому я слегка завидовал, так как <…> он вскоре превратил меня в достаточно великовозрастного вундеркинда, заняв главенствующее положение, <…> сочинял довольно заумную музыку, но как-никак, это был Скрябин, наследник нашего музыкального вождя!— Владимир Дукельский
В июне 1919 года Юлиан Скрябин успешно сдал все экзамены и с отличием окончил первый курс обучения.

#### Гибель
Обстановка на Украине оставалась неспокойной, а потому на лето вся семья сочла за лучшее остаться в том же дачном посёлке Ирпень. Однако закончилось всё внезапно. Юлиан Скрябин был найден мёртвым у берега Днепра, по внешним признакам — утонувшим.
Сохранилось не так много свидетельств тех, кого можно было бы назвать очевидцами этого события — с большой долей натяжки, так как момента гибели Юлиана никто не заметил, а тело мальчика было обнаружено, по всей видимости, только на следующие сутки после его исчезновения, глубокой ночью. Последнее обстоятельство, вероятно, стало причиной того, что в источниках нет единства даже относительно точной даты смерти Юлиана — указываются 21, 22 и 23 июня.
Наиболее подробная и заслуживающая внимания версия произошедшего изложена Николаем Слонимским, проживавшим вместе со Шлёцерами-Скрябиными в одной квартире и принимавшим, по его словам, деятельное участие в поисках пропавшего мальчика. Согласно его мемуарам, в июне 1919 года Татьяна Фёдоровна отлучилась по делам в Москву. В воскресенье (в таком случае, это было 22-е число) школьная учительница вывезла группу детей, среди которых были и Скрябины, на пикник, на один из островков на Днепре. Юлиан стеснялся находиться в компании других детей в купальных костюмах и отошёл. Когда его хватились, уже стемнело. Найти в темноте Юлиана не смогли, и учительница решила отвести детей по домам, а потом вернуться на остров, чтобы продолжить поиски. По словам Слонимского, он вызвался её сопровождать, к ним присоединились двое опытных матросов (или рыбаков). Вскоре они нашли Юлиана, но тот был уже мёртв.

Мы нашли тело Юлиана в бухточке, где мелководье резко обрывалось, переходя в яму. Рыбак привязал верёвку к шее мальчика и вытащил его на берег; тело было похоже на длинную тощую рыбу, а ступни оставляли маленькие водовороты.— Николай Слонимский
Обстоятельства смерти расследованы не были, вскрытие и медицинскую экспертизу проводить тоже было некому. Телеграф не работал, и поэтому нельзя было даже известить Татьяну Фёдоровну о несчастье. Юлиана похоронили до её возвращения из Москвы, по полному русскому православному обычаю, в урочище Аскольдова могила. Надгробную речь произнёс Глиэр. Впоследствии Глиэр часто вспоминал Юлиана, сокрушаясь о его гибели, но избегая вопроса о её возможных обстоятельствах. Лятошинский же как-то заметил: «Он ведь был совершенно беззащитным, а некоторые ученики консерватории не скрывали чувства зависти по отношению к нему».

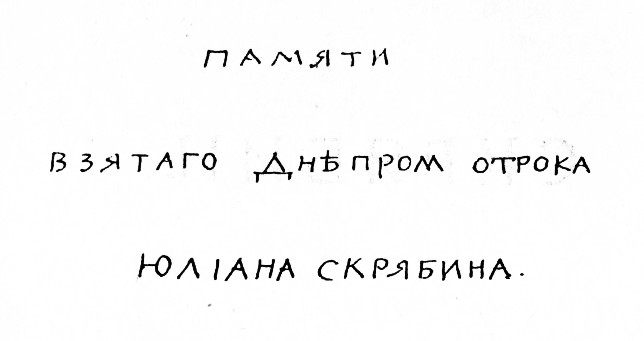
Посвящение, написанное Вяч. Ивановым на машинописи книги «Скрябин», 1919

Известие о гибели Юлиана быстро распространилось среди друзей семьи и почитателей творчества Скрябина. К настоящему времени изданы несколько мемуарных сочинений и обнародован ряд переписок друзей, знакомых и просто современников Скрябина, в которых, всегда кратко, упоминаются обстоятельства гибели Юлиана. За исключением воспоминаний Николая Слонимского и переписки Льва Шестова, все эти свидетельства исходят от лиц, находившихся во время трагедии далеко от Киева, и, подчас, составлены десятилетия спустя. То есть, речь идёт о пересказах, заведомо содержащих искажения, которые накладываются на изначально не совсем ясную картину произошедшего.
Так, Елена Фабиановна Гнесина пишет японскому пианисту В. Н. Такеноути в 1966 году, что кто-то из друзей Юлиана взял его покататься на лодке, мальчик будто бы перегнулся через борт, потянувшись за водорослями, выпал из лодки и утонул. Маргарита Кирилловна Морозова, много помогавшая Александру Скрябину, пишет, что услышала, будто Юлиана «засосало болото в лесу». Журналист и видный еврейский общественный деятель Гершон Свет в статье «Судьба детей и внуков Скрябина» сообщает, что Юлиан утонул у него на глазах, однако Владимир Хазан указывает, что в этом месте Г. Свет «ошибается».
Смерть единственного сына, составлявшего главный смысл жизни Татьяны Шлёцер-Скрябиной, окончательно подорвала и её здоровье, и волю к жизни. В отчаянии после гибели сына мать забрала с собой младшую дочь Марину и вернулась в Москву, чтобы умереть, находясь поближе к могиле А. Н. Скрябина, а старшую Ариадну поместили в Смольный институт, переведённый в то время в Новочеркасск.
Интересную деталь к портрету Юлиана — возможно, хотя бы отчасти проливающую свет на обстоятельства его гибели — добавляет Марина Цветаева, сдружившаяся с Татьяной Фёдоровной после смерти Александра Николаевича:

Когда тринадцатилетний Юлиан, великий маленький музыкант, сын Александра Скрябина, утонул в днепровском омуте, никто не слышал ни единого звука, хотя от других его отделял лишь поросший кустарником островок — величиною с мою ладонь, — и его учительница музыки, пианистка Надежда Голубовская, говорила мне позже, что Юлиан просто не умел кричать — она хорошо знала мальчика.— Марина Цветаева
Татьяна Фёдоровна так и не оправилась после смерти сына. Сабанеев вспоминает, что ею овладел глубокий мрачный мистицизм в «православных тонах», что она перенесла «чуть не одиннадцать болезней», и когда уже казалось, что она сможет справиться с последней из них, сидя в кресле, упала и вскоре умерла от воспаления мозга. Случилось это в апреле 1922 года. После смерти матери Ариадна вместе с бабушкой и дядей — Борисом Фёдоровичем Шлёцером — оказалась в Париже, а младшую Марину забрали бельгийские родственники Татьяны Фёдоровны. «Скрябинское гнездо» постигло окончательное разорение.

## Очерк творчества

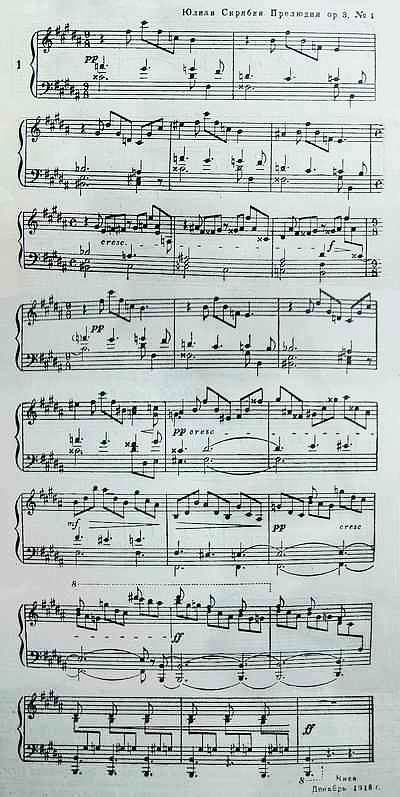
Юлиан Скрябин, Прелюдия ор. 3 № 1

Музыкальное творчество мальчика, прожившего чуть более одиннадцати лет, естественным образом находится как бы в тени и одновременно высвечивается фигурой его отца, музыка которого настолько ярка и оригинальна, что по праву стоит особняком от всех прочих стилей. Александр Скрябин после себя не оставил ярких последователей (кроме нескольких явных эпигонов, включая между прочих и Л. Л. Сабанеева), и, по мнению большинства музыкальных теоретиков и практиков, несмотря на огромное косвенное влияние, оказанное на всю музыку и культуру XX века, А. Н. Скрябин — создатель скорее тупиковой, нежели плодоносной ветви развития музыки. Как правило, именно в этом свете обычно и пытаются рассматривать творчество Юлиана Скрябина, оставившего четыре небольшие фортепианные пьесы, несомненно, берущие начало и кажущиеся своеобразными «сколками» среднего и позднего творчества его отца.
Родившись в период окончания «Поэмы экстаза», первые свои музыкальные впечатления Юлиан получил уже после премьеры «Прометея», а когда умер отец, ему исполнилось только семь лет. Играть на фортепиано он учился в основном на прелюдиях и ранних пьесах своего отца, постепенно всё более склоняясь и выделяя из его творчества близкие для себя пьесы среднего и позднего времени. Не могла не действовать на него и мрачная, отчасти окрашенная в тревожно-мнительные тона, фигура матери, Т. Ф. Шлёцер-Скрябиной, которая видела, надеялась и более всего поощряла в нём прямое продолжение личности и творчества умершего отца. Ценный взгляд специалиста-очевидца дают уникальные в этом отношении воспоминания Арнольда Альшванга:

Он мыслил в сложных ладах, сочинял и импровизировал в манере позднего Скрябина. Он рос в доме, наполненном после-прометеевскими звучаниями, и первое музыкальное произведение, которое он услышал, был «Прометей». Всё, чему его учили, он воспринимал с чрезвычайной лёгкостью. Так, он сразу постиг премудрость мажорных и минорных тональностей, модуляционных планов и прочего, но относился ко всему этому, как к чему-то внешнему, привнесённому и чужому.— Альшванг А. А. «Несколько слов о Юлиане Скрябине»
Будучи опубликованными в широко разошедшемся сборнике «К 25-летию смерти А. Н. Скрябина», две прелюдии опус 3 время от времени вызывали толки и сомнения относительно их настоящего происхождения. Некоторым исследователям действительно представлялось диковинным, что маленький мальчик, которому «ещё самое время гаммы разучивать», минуя обычный для всех детский период освоения тональной музыки, начинал свой творческий путь сразу же с «позднего Скрябина». Особенно наглядным в таких случаях представлялось именно соседство с творчеством его отца, который самым добросовестным образом, прежде чем перейти к «Поэме экстаза» и «Прометею», прошёл все необходимые этапы музыкальной эволюции: от Бетховена, Листа и Шопена — через Вагнера и Дебюсси — к самому себе. В условиях смутного революционного времени крайне непродолжительная творческая «карьера» не успела привлечь к себе внимания. К 1940 году, когда в Советском Союзе широко отмечалось 25-летие со дня смерти Александра Скрябина и в архивах московского Музея Скрябина была открыта папка с сочинениями Юлиана, очевидцев, кто мог бы лично подтвердить их подлинность, почти не осталось. Кто умер, кто погиб, а главная часть — эмигрировала.
В 1983 году американский музыкант Джон Роджерс посвятил жизни и творчеству Юлиана Скрябина большую статью в журнале 19th-Century Music. Статья называлась «Четыре прелюдии, приписываемые Юлиану Скрябину». Роджерс отказывается верить в авторство Юлиана, хотя и оговаривается, что окончательно подтвердить или опровергнуть его сомнения, вероятнее всего, никогда не удастся. Роджерс обращает внимание, что прелюдии записаны уверенной, опытной рукой, очень чисто, без помарок. Кроме того, пометы сделаны в новой орфографии, хотя объявление её реформы и появление первой из прелюдий Юлиана разделяют всего два месяца, и старая орфография была в ходу достаточно долго, особенно в сфере частной и личной жизни. Роджерс делает вывод, что тетрадка с прелюдиями не является оригиналом, она была подготовлена, скорее всего, Татьяной Фёдоровной, к открытию музея в 1922 году. На этом Роджерс не останавливается, предпринимая попытку восстановить историю появления «Прелюдий Юлиана». Истинный их автор для него очевиден — им мог быть только Александр Скрябин. Роджерс пытается проанализировать прелюдии в контексте всего творчества Скрябина и приходит к выводу, что они могли быть созданы в 1907—1908 годах, но по каким-то причинам не были тогда изданы. Как раз в это время семья Скрябиных ожидала появления Юлиана, а финансовые дела Александра Николаевича были совсем плохи: издательство М. П. Беляева (умершего за несколько лет до этого) перешло в руки более «хозяйственные», Скрябину вдвое урезали гонорары за новые произведения, в результате чего композитор отказался от их услуг. Как раз на это время приходится пробел в списке скрябинских сочинений (в списке из 74 сочинений таких пробелов всего два) — отсутствует опус 55. Не тут ли кроется разгадка «Прелюдий Юлиана»? — задается вопросом Роджерс. В завершение Роджерс предлагает «романтическую» версию происхождения этих отрывков — Александр Скрябин мог написать их в подарок Юлиану, или его матери, по случаю рождения наследника или в качестве своеобразного «приданого». Тогда их действительно можно назвать «Прелюдиями Юлиана», но и в этом случае остаются необъяснёнными датировки в тетради.
Джону Роджерсу вторит бельгийский музыковед Франс Ш. Лемэр, который, кстати, в то же время упоминает Юлиана в числе возможных «преемников» Скрябина-старшего на музыкальной арене XX века. Лемэр высказывается значительно более убеждённо:

Юлиан был автором четырёх Прелюдий для фортепиано, пьес замечательных, но, по нашему мнению, авторство приписывается ему по недоразумению. Дело в том, что Александр Скрябин подарил своей жене Татьяне по случаю рождения сына Прелюдии для фортепиано, и они были озаглавлены поэтому Прелюды Юлиана. Свидетельства об исключительном музыкальном даровании ребёнка, полученные от разных современников, без сомнения, способствуют путанице.
— Франс Ш. Лемэр
Однако современники заявляют, что Юлиан сочинял музыку самостоятельно. Так, композитор Владимир Дукельский пишет, что имя Юлиана было на слуху в определённых кругах — прежде всего студентов и молодых музыкантов — в молодости Дукельский отчасти завидовал юному композитору. Музыковеду Арнольду Альшвангу довелось услышать сочинения Юлиана в исполнении автора и составить о них собственное мнение:

…Юлиан сыграл и несколько своих прелюдий. В то время они представлялись мне копиями поздних произведений его отца, отблеском шестидесятых-семидесятых опусов Скрябина. К тому же они были сыграны легко — слишком легко, нематериально, rubato, без малейшей претензии на внешний эффект. Я не умел ещё оценить внутренней свободы этого естественного, почти птичьего языка. Теперь я вижу в этих небольших прелюдиях, созданных в последние месяцы жизни Юлиана, — то, что столь редко бывает и у значительно более опытных композиторов: настоящее мышление музыкой, подлинную логику, определённость намерений и точность их выполнения; такая ясность бывает уделом только высоко одарённых натур.— Арнольд Альшванг
Слуховой опыт Юлиана был основан на интонациях и гармониях А. Н. Скрябина. Всё время пробуждения и формирования своего начального сознания Юлиан находился в атмосфере музыки отца и культа его обожания, едва ли не религиозного. Здесь же находилась практически вся система его ценностей. Однако сам способ развития тематических фраз и образования структур музыкальной формы явственно отличается от прелюдий А. Н. Скрябина. Эту музыку действительно сочинил ребёнок, музыкально «думавший» и естественно разговаривающий на языке поздних гармоний своего отца.

То, к чему Александр Николаевич Скрябин пришёл к концу жизни, его сын впитывал с колыбели. «Обертоновый» язык Скрябина не был для Юлиана «личным открытием», он был для него изначален, как для других детей, выросших в музыкальной среде, естественен язык классической музыки.
— Сергей Федякин
Игорь Бэлза, ученик Лятошинского, сообщает, что для его учителя, также как и для Глиэра, гибель Юлиана стала настоящей катастрофой не только потому, что оба успели привязаться к ребёнку. Они видели в творчестве Юлиана развитие идей, которые Александр Скрябин не только сформулировал и реализовал, но и, по их мнению, сам же исчерпал, не оставив подлинных наследников в искусстве. По словам Глиэра, в лице Юлиана Скрябина русская культура потеряла музыканта, который мог стать великим композитором.
Нелепая гибель Юлиана Скрябина навсегда оставила его фортепианные прелюдии под знаком вопроса — возможные перспективы его творчества составляют одну из нерешённых проблем в истории музыки. Повторил бы Юлиан Скрябин типичную судьбу вундеркинда с угасающим талантом, или постепенно отошёл бы от стиля своего отца, или на самом деле «продолжил» бы его прерванное в высшей точке творчество — это остаётся неизвестным и составляет основную интригу сочинений Юлиана Скрябина.

## Судьба наследия
Всё творческое наследие Юлиана Скрябина уместилось в одной папке, хранящейся в архивах Музея-квартиры А. Н. Скрябина. В ней детские рисунки, стихи, несколько музыкальных эскизов. Однако особый интерес представляет тетрадка с четырьмя короткими пьесами для фортепиано, написанными Юлианом в последний год жизни. На титульном листе тетради надпись «Юлиан Скрябин. Прелюдии». Op. 2 самый продолжительный — чуть более трёх минут, — занимает три страницы и называется «Прелюдия», датирован августом 1918 (Москва). Оp. 3 под названием «Две прелюдии» состоит из двух коротких отрывков (I и II), занимающих по одной странице каждый и датированных декабрём 1918 (Киев). Наконец, последняя «Прелюдия», без номера опуса, на двух страницах, датирована мартом 1919 (Киев). Отсутствие op. 1 не объяснено. Впервые о существовании этих прелюдий было объявлено спустя более двадцати лет после гибели Юлиана, в 1940 году. Тогда же, в юбилейном сборнике, посвященном 25-летию со дня смерти Александра Скрябина, были опубликованы две из четырёх прелюдий — обе части op. 3.
Первое публичное исполнение двух из четырёх прелюдий за пределами СССР состоялось в Нью-Йорке в конце 1969 года на WCBS-TV в программе «Camera Three», выпуск назывался «The Enigmа of Scriabin». Исполнителем стал канадский пианист Антон Куэрти.
К началу XXI века интерес к творчеству Юлиана Скрябина возрос, предпринимаются попытки определить место, которое оно могло бы занять в истории русской и мировой музыки. Прелюдии Юлиана стали включать в концертные программы и издавать на компакт-дисках. Чаще всего можно встретить «родственный» подход, когда в концерте, или на диске, из произведений Александра Скрябина в качестве «любопытной детали» или добавки исполняются прелюдии его сына.
Так, в 2000 году на двух компакт-дисках были изданы прелюдии Александра Скрябина в исполнении Евгения Зарафьянца. Прелюдиям Юлиана была отведена роль завершать второй диск. Именитый американский пианист, композитор и музыкальный критик Джед Дистлер отозвался об этом издании:

…Настоящим откровением стали четыре прелюдии, написанные 11-летним сыном Скрябина, Юлианом. Они удивительны по своей уверенной и свободной манере написания фортепианной музыки, утончённой музыкальности, с легким намёком на раннего Арнольда Шёнберга, равно как и на поздний стиль Скрябина-старшего. Юлиан утонул в одиннадцатилетнем возрасте в 1919 году. Мы никогда не узнаем, продолжил бы он со временем семейное дело или нет, но уже несомненно, что эти замечательные четыре отрывка достойны имени Скрябина
Оригинальный текст (англ.)The real eye-openers, though, are four preludes written by Scriabin's eleven-year-old son Julian. They're quite extraordinary in their confident, fluent piano writing and harmonic sophistication, bearing hints of early Schoenberg alongside the elder Scriabin's musical style. Julian drowned at age 11 in 1919. We will never know if he would have grown up to take over the family business, so to speak, yet these remarkable pieces are no doubt worthy of the Scriabin name.— Джед Дистлер
Предпринимались попытки переосмыслить творчество Юлиана Скрябина в контексте тенденций развития всей русской музыки начала XX века и, в частности, быстротечного русского-советского музыкального авангарда послереволюционных годов. Например, Франс Ш. Лемэр рассматривая вопрос «преемственности» Александру Скрябину, разделяет её между авангардистами (Рославец, Вышнеградский, Обухов) и «тремя юными музыкантами с оборвавшимися судьбами»: кроме Юлиана, в этот список вошли Алексей Станчинский и Борис Пастернак.
В мае 2001 года в большом зале московского Дома композиторов прошёл примечательный музыкальный вечер, в ходе которого были исполнены сочинения признанных и менее известных творцов авангарда: Николая Рославца, Арсения Авраамова, Ивана Вышнеградского, Артура Лурье, Александра Мосолова. В окружении таких имён прозвучали и произведения Юлиана Скрябина:

Дух Скрябина, косвенно влиявший на многие радикальные сочинения русских авангардистов, более открыто проявился в исполнявшихся в концерте сочинениях его сына — Юлиана Скрябина. Четыре прелюдии Юлиана, трагически погибшего в юном возрасте, сочинённые им в возрасте 11 лет, были подобны кратким, но очень сильным озарениям. В исполнении Ирины Севериной была не столько подчеркнута схожесть со звуковыми структурами Александра Скрябина, сколько отличающие сочинения крупный мазок и большая эмоциональная открытость, пафос юношеской концертности.— Ирина Иванова
В 2008 году прелюдии Юлиана Скрябина были использованы в постановке балетной труппы Театра Орегона наряду с музыкальными произведениями других русских авторов, как и Борис Пастернак, обычно не упоминаемых в качестве композиторов в общепринятом смысле слова: помимо музыки юного Скрябина в постановке использовался вальс, написанный балетмейстером Джорджем Баланчиным, и музыкальный отрывок, автором которого был Лев Толстой.

## Некоторые записи исполнения сочинений Юлиана Скрябина
SCRIABIN: Preludes, Vol. 2.
- Юлиан Скрябин. 4 Preludes
  - I. Prelude in C major, Op. 2: Lento — Presto
  - II. Prelude in B major, Op. 3, No. 1
  - III. Prelude Op. 3, No. 2
  - IV. Prelude in D flat major (без опуса)

## Комментарии
1. ↑  Елена Александровна Скрябина (по мужу Софроницкая; 1900—1990) — вторая дочь А. Н. Скрябина от брака с В. И. Скрябиной (Исакович), пианистка.
2. ↑  Мария Александровна Скрябина (1901—1989) — младшая дочь А. Н. Скрябина от брака с В. И. Скрябиной (Исакович), жена режиссёра Владимира Татаринова, актриса МХАТа 2-го, антропософка.
3. ↑  Сейчас там находится Государственный мемориальный музей А. Н. Скрябина.
4. ↑  Оба слова французские: фр. mouton — барашек или овчина; фр. lustucru — простак. По свидетельству Л. Сабанеева, дома Скрябины между собой говорили почти исключительно на французском. Но Юлиан один имел «французские» прозвища, Ариадну отец в письмах называет «стрекозой», а младшую Марину — «куклой».
5. ↑  Нынешний адрес дома: ул. Десятинная, 8.
6. ↑  Воспоминания Николая Слонимского были изданы только в 2006 году под заголовком «Абсолютный слух. История жизни». Однако ещё в 1983 году в изданной во Франции книге «Жизнь Льва Шестова» был приведен большой фрагмент воспоминаний Слонимского, затрагивающий период его жизни в Киеве и включающий в себя историю гибели Юлиана Скрябина. Между этими текстами есть существенные различия, а в издании 2006 года примечательна оговорка автора: «Почти семьдесят лет прошло с той ночи, а перед глазами все стоит печальная сцена, неизгладимо врезавшаяся в память», указывающая на то, что текст был переработан Слонимским в конце его жизни.
7. ↑  В начале февраля в московской квартире Скрябина произошёл пожар, который, к счастью, не повредил ни рукописей, ни книг, ни вещей, но основательно повредил саму квартиру. Татьяна Фёдоровна отправилась в Москву заниматься устранением последствий пожара.
8. ↑  Статья была опубликована в газете «Новое русское слово» 22 июля 1961 года и содержит большое количество ошибок и неточностей[76].
9. ↑  Так у М. Цветаевой.
10. ↑  В последнем случае речь идёт «лишь» об «обрыве» одного из направлений творческой судьбы: Борис Пастернак в юном возрасте боготворил Скрябина, мечтал стать композитором, но вскоре, разочаровавшись и в своём кумире, и в себе, отступился и ушёл в литературу. Несмотря на долгую жизнь и громкую славу Пастернака, его музыкальное наследие вполне соответствует определению «оборвавшейся судьбы», как по объёму, так и по уровню, ограничиваясь кантатой «Звезда Рождества», впервые исполненной в Москве только в 1977 году.